# Venturia arenicola
Venturia arenicola là một loài tò vò trong họ Ichneumonidae.